# Каган-бег
Каган-бег (також Бек, Каган-бек) — титул одного з двох монархів у Хазарському каганаті. Друга частина назви, ймовірно, походить від тюркського слова Beg (Baig, per. بیگ) або від Бей.
Держава хазарів управлялася двома правителями, один з яких був названий каган, а інший був каган-бегом. У листуванні хозарів каган-бег Йосип описує себе правителем хазар, відмовляючись від каганського панування. Оскільки опис походить з часів військової кампанії, тому, ймовірно, вони мали військовий авторитет, хоча існують думки, згідно з якими під час формування тексту (приблизно 950–960), каган втратило вплив.
Деякі джерела позначають бека як ішада (тюркське військове звання) або маліка. Це означало б, що каган-бег формально підпорядковувався кагану, який здійснював незалежну військову та цивільну владу. Сучасні арабські вчені часто приписують першому ритуальну силу, а другому фактичну політичну владу.